# Comté de Vance
Le comté de Vance (en anglais : Vance County) est un comté situé dans le nord de l'État de Caroline du Nord, à la frontière avec la Virginie, aux États-Unis. Au recensement de 2010, il compte 45 422 habitants. Son siège est Henderson.
Le comté, établi en 1881, est nommé d'après l'homme politique Zebulon Baird Vance (1830-1894), alors sénateur des États-Unis pour la Caroline du Nord.

## Démographie
| 1890   | 1900   | 1910   | 1920   | 1930   | 1940   |
| ------ | ------ | ------ | ------ | ------ | ------ |
| 17 581 | 16 684 | 19 425 | 22 799 | 27 294 | 29 961 |

| 1950   | 1960   | 1970   | 1980   | 1990   | 2000   |
| ------ | ------ | ------ | ------ | ------ | ------ |
| 32 101 | 32 002 | 32 691 | 36 748 | 38 892 | 42 954 |

| 2010   | - | - | - | - | - |
| ------ | - | - | - | - | - |
| 45 422 | - | - | - | - | - |

## Galerie

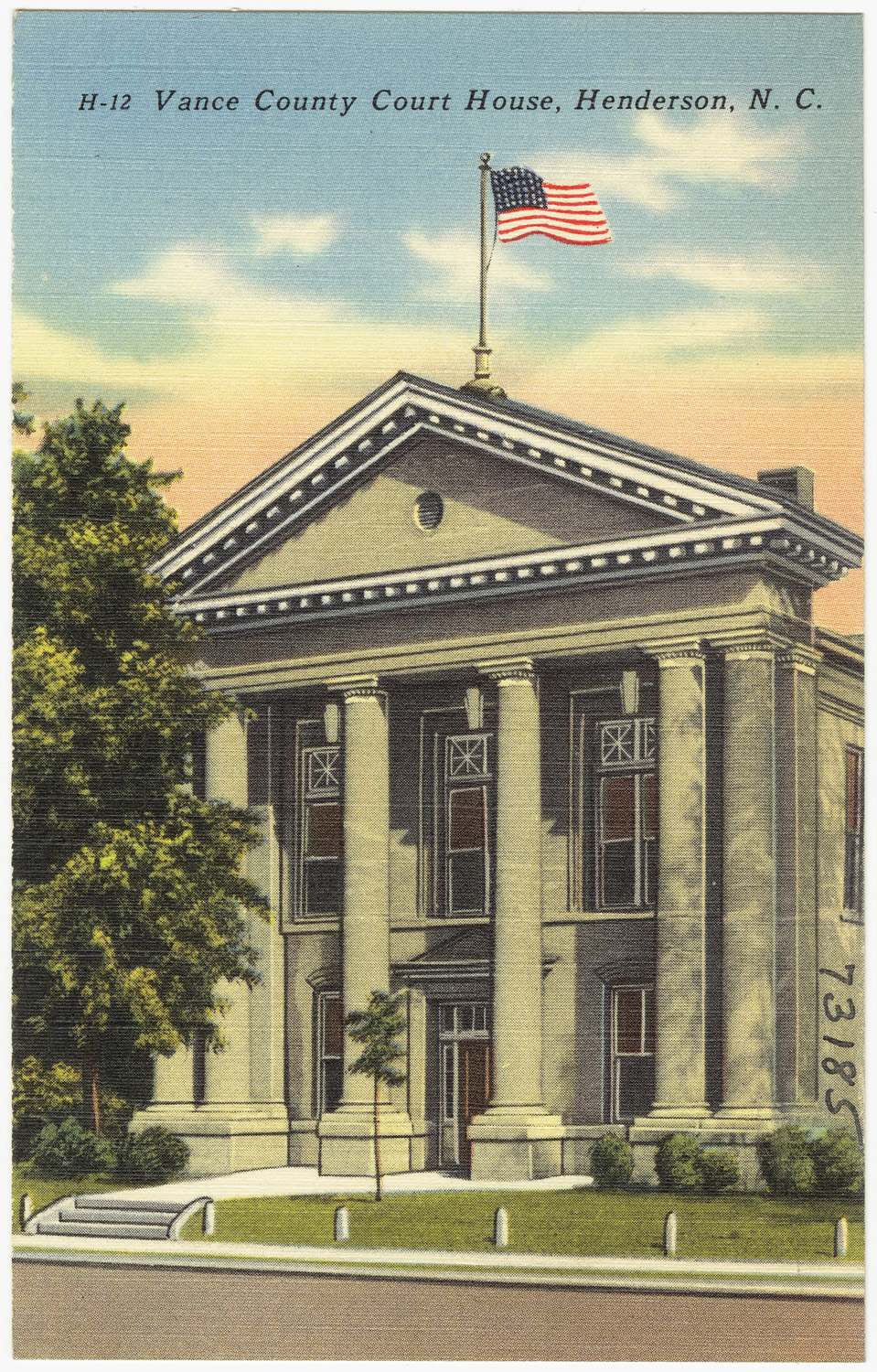
L'ancien palais de justice de Henderson, siège du comté.
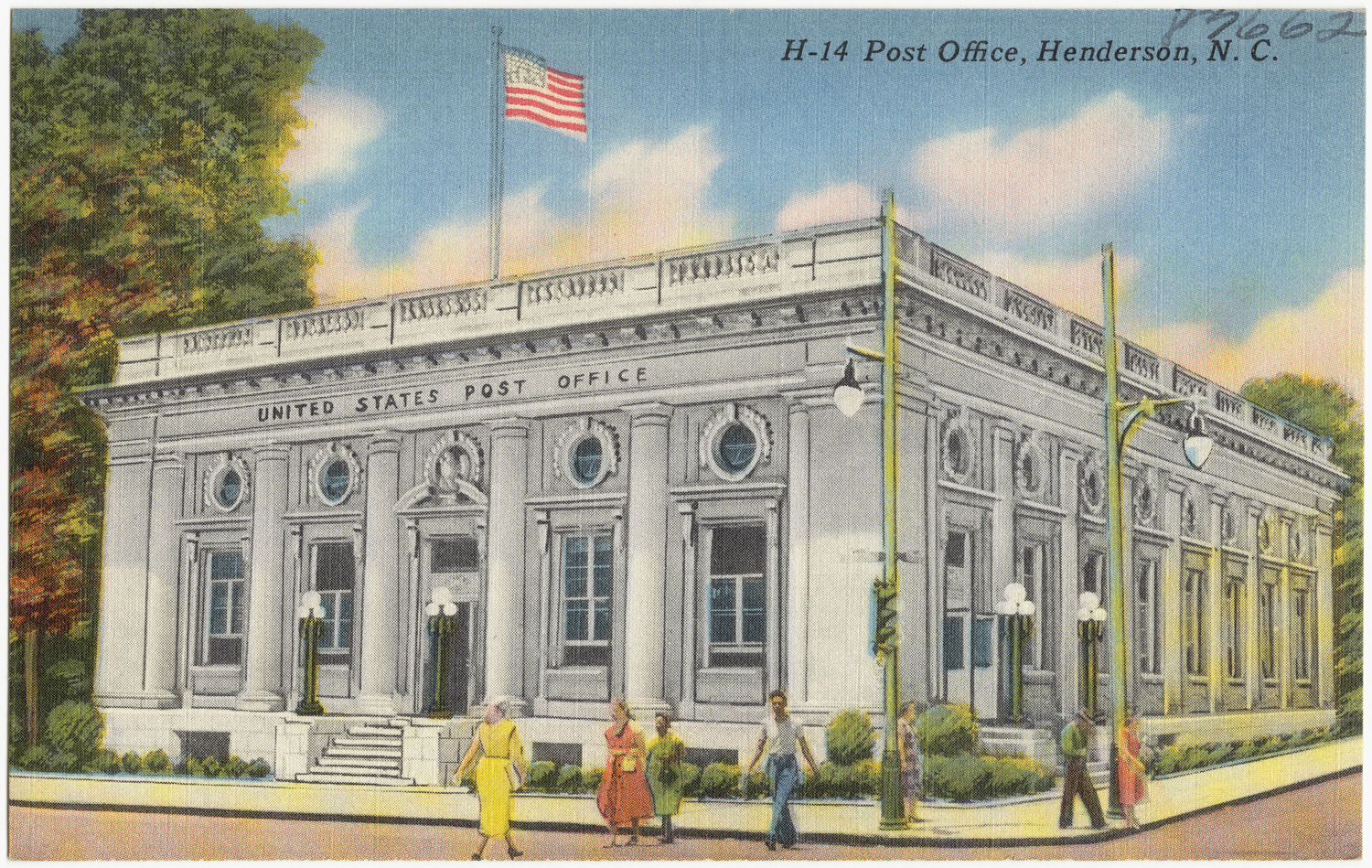
L'ancien bureau de poste à Henderson.
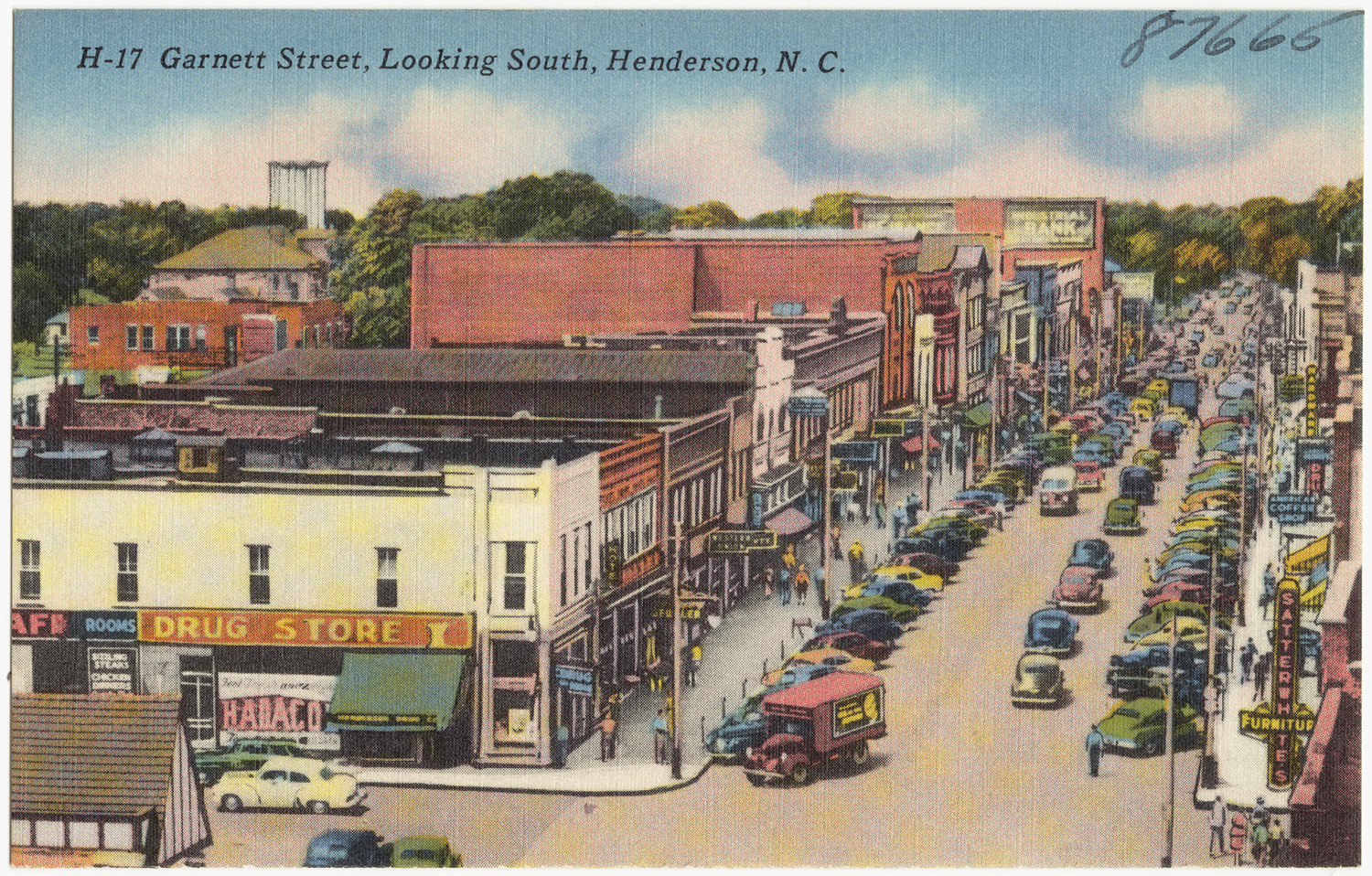
Garnett Street à Henderson.
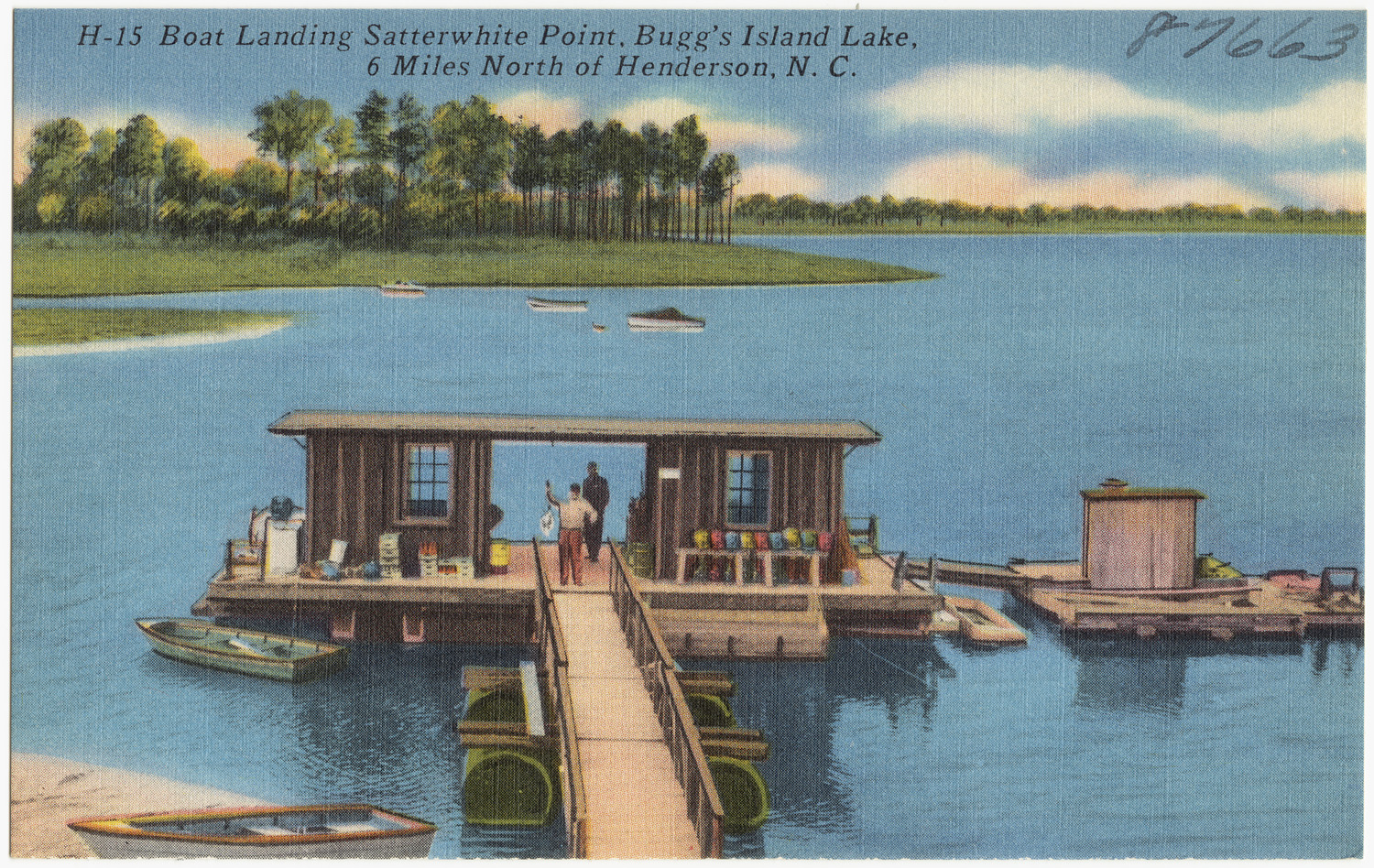
Bugg's Island Lake.
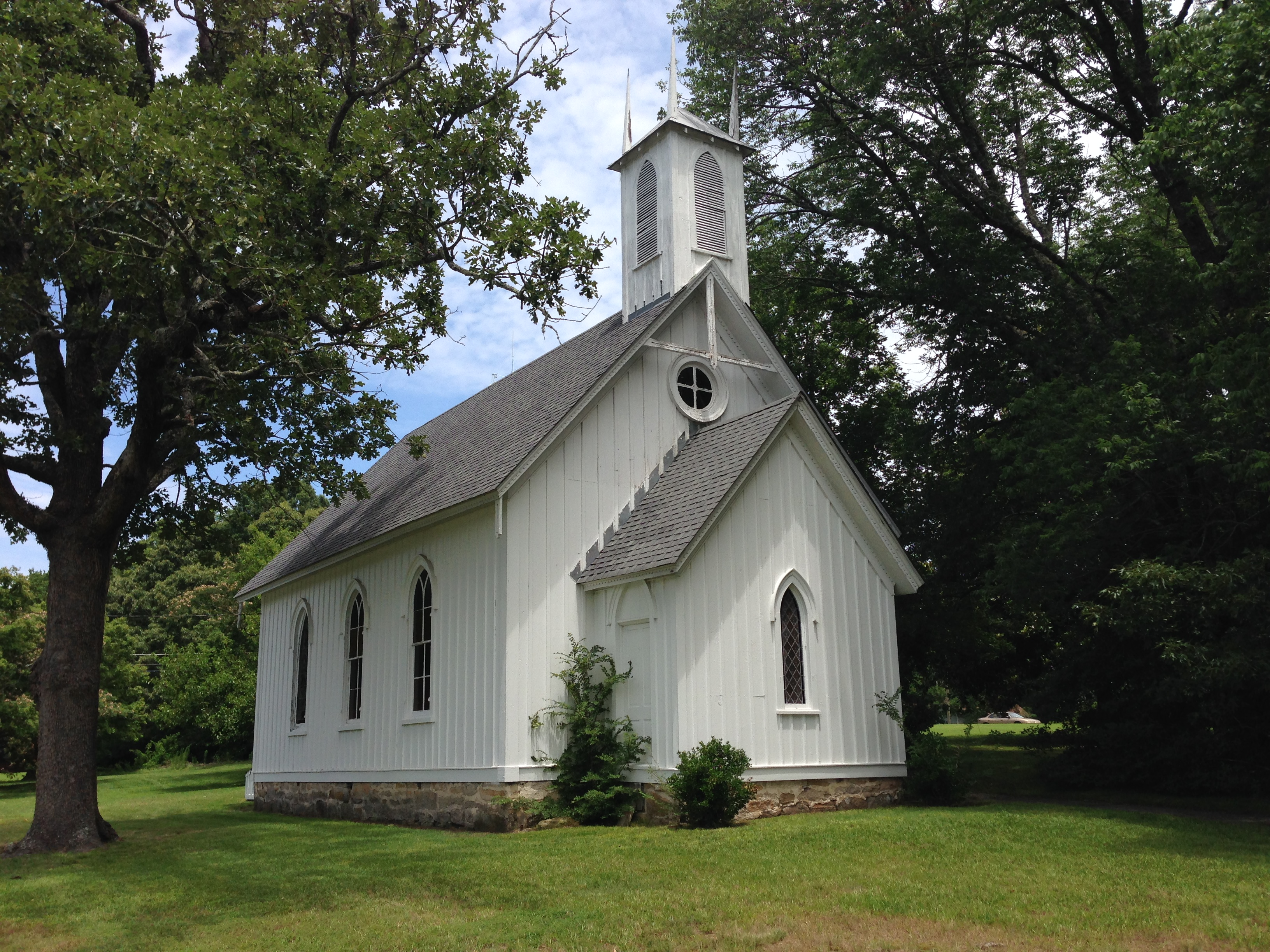
St. James Episcopal Church and Rectory, à Kittrell.